# Łazirky
Łazirky (ukr. Лазі́рки, Łazirky, hist. pol. Łazоrki) — wieś na Ukrainie i okręg starościński hromady osiedlowej Nowoorżyćke w rejonie łubieńskim. Do 2020 samodzielna hromada terytorialna w rejonie orżyckim pod zarządem Rady Wiejskiej w Łazirkach.
Dzień Łazirek obchodzony jest 22 maja.

## Położenie

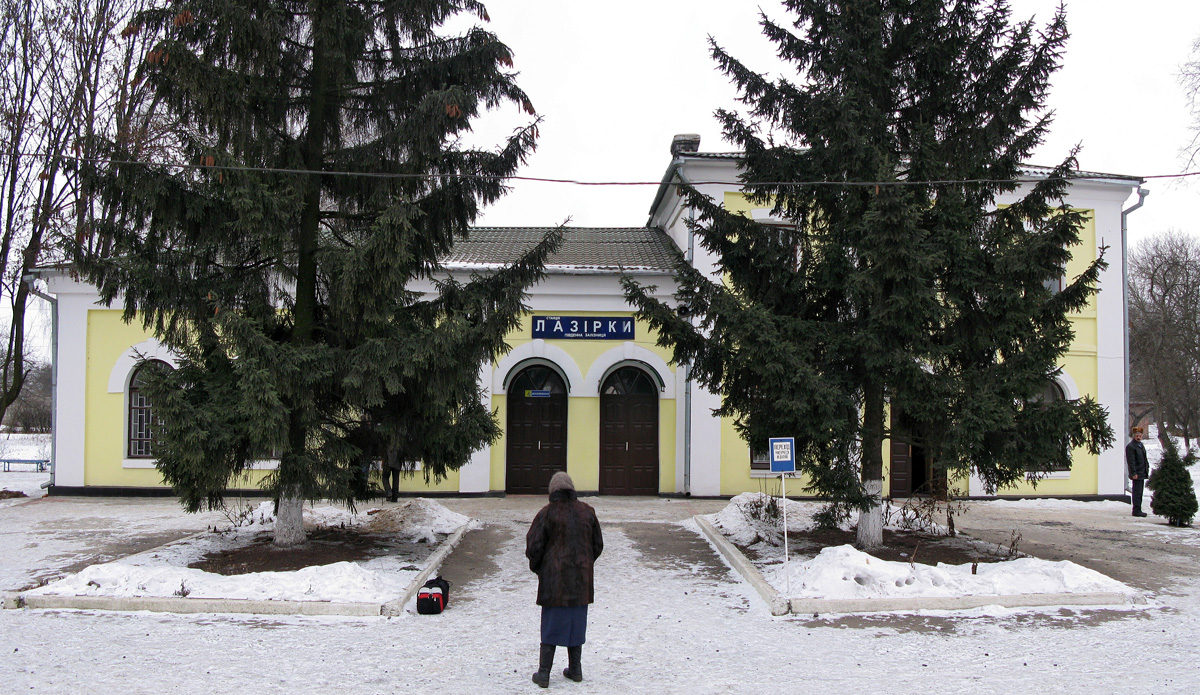
Stacja kolejowa Łazirky.

Łazirky są położone na Nizinie Naddnieprzańskiej, nad brzegiem rzeki Śleporód.
Miejscowość znajduje się w odległości 35 km od miasta rejonowego Łubnie, 179 km od miasta obwodowego Połtawa i 177 km od miasta stołecznego Kijów. W odległości około 1 km w górę rzeki położone są wsie Pawliwszczyna, Simaky i Ołeksandriwka, a w dół rzeki — wieś Maksymiwszczyna.
Przez Łazirky przebiega linia kolejowa Hrebinka – Romodan ze stacją pasażerską Łazirky. Linia kolejowa łączy Łazirky z Hrebinką i Łubniami oraz z miastem obwodowym Połtawą.
Na północ od Łazirek w stronę Karpyliwky przebiega droga międzynarodowa M03.

## Historia

### Okres polski

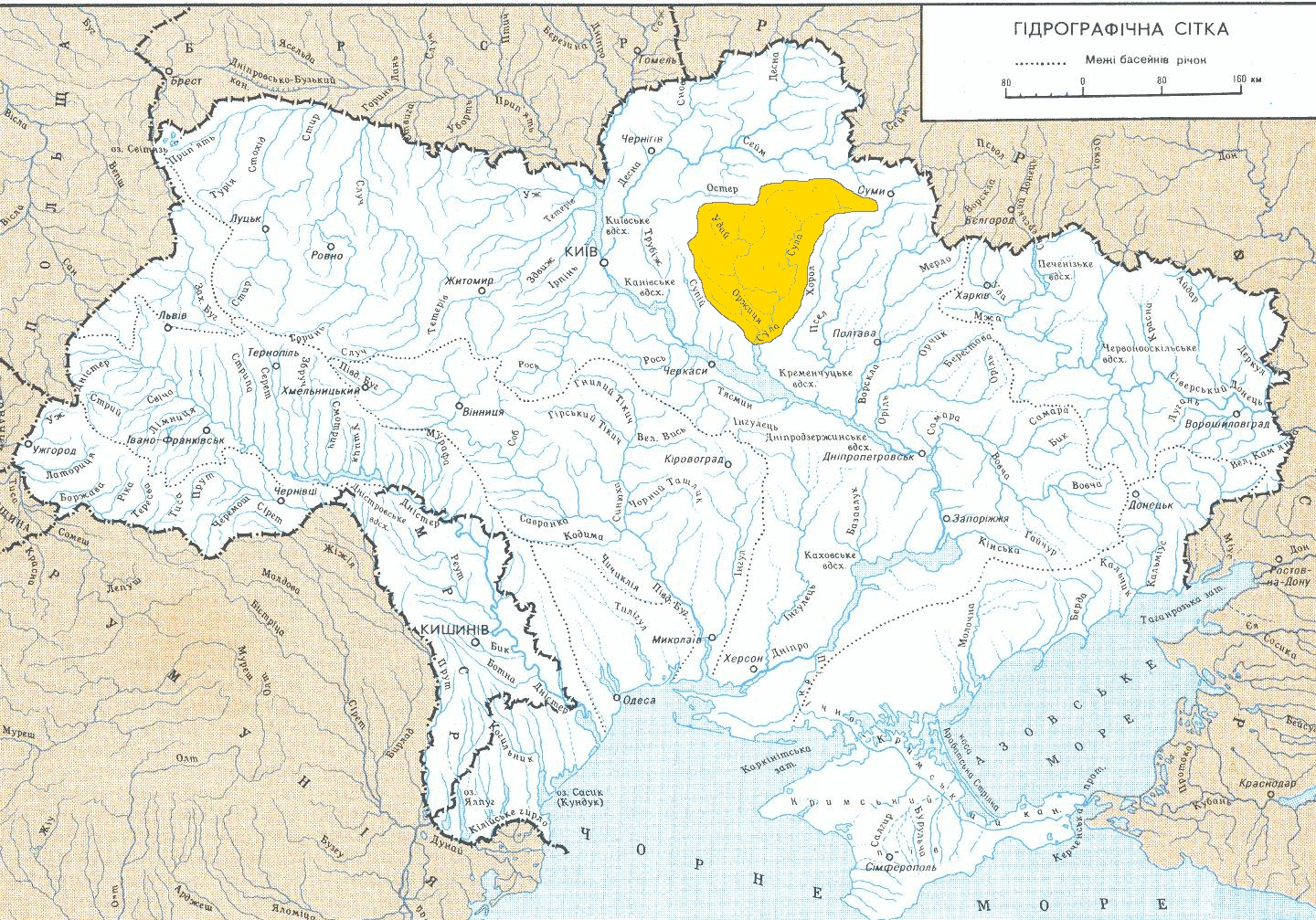
Dorzecze Suły na tle współczesnej Ukrainy.

10 kwietnia 1590 król Zygmunt III Waza nadał księciu Aleksandrowi Wiśniowieckiemu ziemie w dorzeczu Suły na obszarze byłego księstwa perejasławskiego. W ten sposób w posiadanie rodziny Wiśniowieckich weszło rozległe, ale słabo zaludnione terytorium. Dla zaludnienia nowych ziem, książę tymczasowo zwolnił nowych osadników z płacenia podatków. Jednorazowo zezwolił również swoim poddanym na osiedlenie się na nowych ziemiach.
W pobliskim mieście Łubnie mieściła się siedziba rodu Wiśniowieckich, w tym księcia Jeremiego Wiśniowieckiego.
W tym okresie (koniec XVI w.) została założona wieś Łazirky. Według miejscowej legendy pierwszym osadnikiem był kozak Łazor.
Mieszkańcy Łazirek brali udział w powstaniach kozackich, m.in. Nalewajki, Pawluka, Ostranicy i Chmielnickiego. Łazirky należały do pułku kropywniańskiego, a później do pułku łubieńskiego Wojska Zaporoskiego.

### Okres rosyjski
Na podstawie rozejmu andruszowskiego z 1667 obszar Zadnieprza, wraz z Łazirkami, został przyłączony do Carstwa Rosyjskiego.
Podczas trzeciej wojny północnej, zimą 1708-1709, ziemię łubieńską wraz z Łazirkami zajęły wojska szwedzkie.
Od 1763 w Łazirkach działa cerkiew św. Mikołaja.
Od 1781 Łazirky wchodziły w skład powiatu łubieńskiego namiestnictwa kijowskiego, od 1796 w skład guberni małorosyjskiej, a od 1802 w skład guberni połtawskiej.
W 1787 Łazirky pojawiają się na mapie rosyjskiej Ukrainy.
Od 1874 działała szkoła ziemska.
W 1903 została otwarta stacja kolejowa Łazirky.

### Okres radziecki
Władza radziecka została wprowadzona ostatecznie w grudniu 1919. 
W latach 1923–1930 Łazirky wchodziły w skład rejonu tarandyncowskiego okręgu łubieńskiego, a następnie w latach 1931-1934 w skład rejonu łubieńskiego.
W czasie przymusowej kolektywizacji w 1929 zostało utworzone Towarzystwo Wspólnego Uprawiania Ziemii Nezamożnyk, a rok później na jego podstawie kołchoz Udarnyk Stalina, który w kolejnym roku został podzielony na kilka mniejszych. Następnie w 1932 dokonano łączenia gospodarstw kolektywnych, skutkiem czego działały już trzy kołchozy: Nezamożnyk (później Prapor komunizmu), Peremoha (później im. Orłowskiego) i Nowyj szliach. W 1934 utworzono czwarty kołchoz im. Dimitrowa.
Podczas Wielkiego Głodu w latach 1932-1933 zginęło co najmniej 76 mieszkańcy Łazirek. Miały miejsce przypadki kanibalizmu.
Od 22 stycznia 1935 Łazirky były siedzibą rejonu łazirkowskiego.
Podczas okupacji niemieckiej w latach 1941-1943 Łazirky wchodził w skład okręgu łubieńskiego Komisariatu Rzeszy Ukraina.
Rejon łazirkowski został zniesiony 30 grudnia 1962 poprzez przyłączenie do rejonu łubieńskiego. Później, 4 stycznia 1965 niektóre hromady dawnego rejonu łazirkowskiego razem z Łazirkami zostały włączone do odtworzonego rejonu orżyckiego.
Stanem na 1967 pod zarządem Rady Wiejskiej w Łazirkach znajdowały się, oprócz Łazirek, także Dymiwszczyna, Dowżok, Fyłoniwszczyna, Iwaniwka, Łamachiwszczyna i Wełyczky. Część z nich została później przyłączona do Łazirek.

### Współczesność (1991-2016)

Rejony obwodu połtawskiego w 2011. W zachodniej części znajdują się rejony orżycki i hrebinkowski.

Na gruncie niezadowolenia łazirczan polityką Orżyckiej Rejonowej Administracji Państwowej, w szczególności w związku z likwidacją szpitala w Łazirkach oraz niską jakością usług transportu zbiorowego między Łazirkami i Orżycią, 20 listopada 2011 odbyło się referendum konsultacyjne w sprawie wyjścia z rejonu orżyckiego i przyłączenia do rejonu hrebinkowskiego. 
Za zmianą przynależności terytorialnej zagłosowało 90% mieszkańców, biorących udział w głosowaniu (prawie 1400 osób). Referendum zostało uznane przez administrację rejonową w Orżyci za nielegalne, natomiast administracja rejonowa w Hrebince uznała przyłączenie Łazirek za zbyt kosztowne.

### Łączenie hromad (2016-2020)

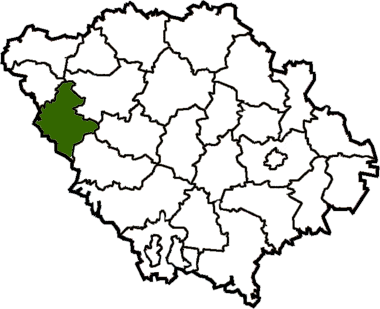
Rejon orżycki (1923-2020) na tle obwodu połtawskiego

Próby utworzenia połączonej hromady terytorialnej w północnej części rejonu orżyckiego trwały od 2016. Główną przeszkodą w procesie łączenia hromad były ambicje lokalnych samorządów i społeczności, dotyczące siedziby nowej hromady. Na korzyść Nowoorżyćkego przemawiały status osiedla typu miejskiego i centralne położenie na terenie przyszłej hromady, na korzyść Wysznewego siedziba dużego przedsiębiorstwa rolnego, uprawiającego znaczne połacie ziemi w rejonie orżyckim, natomiast na korzyść Łazirek status siedziby dawnego rejonu łazirkowskiego, rozbudowana infrastruktura lokalna i posiadanie czynnej stacji kolejowej.
10 listopada 2016 Rada Miejska w Hrebince zaproponowała samorządowi Łazirek przyłączenie się do tworzonej wówczas połączonej hromady terytorialnej z siedzibą w Hrebince. W związku z tym 19 listopada przeprowadzono konsultacje społeczne z mieszkańcami Łazirek, na podstawie których 6 grudnia Rada Wiejska w Łazirkach odrzuciła propozycję samorządu Hrebinki i przyjęła decyzję o utworzeniu połączonej hromady z siedzibą w Łazirkach.
Następnie 7 grudnia 2016 Przewodniczący Rady Wiejskiej w Łazirkach skierował do rad wiejskich w Czerewkach, Jabłunewym, Sawyncach, Woronyncach i Wysznewym oraz do Rady Osiedlowej w Nowoorżyćkym, a także do przewodniczących wymienionych rad, oficjalną propozycję utworzenia połączonej hromady Łazirky. Propozycja samorządu Łazirek nie doczekała się oficjalnej odpowiedzi ze strony sąsiednich samorządów.
19 czerwca 2019 Gabinet Ministrów Ukrainy zatwierdził nowelizację perspektywnego planu wyznaczania terytoriów hromad w obwodzie połtawskim, zgodnie z którą na terenie rejonu orżyckiego miały powstać dwie połączone hromady. Jedna z siedzibą w osiedlu rejonowym Orżycia, a druga z siedzibą w Łazirkach, obejmująca obszar dotychczasowych hromad – Czerewky, Łazirky, Nowoorżyćke, Woronynci i Wysznewe.
W odpowiedzi samorządy hromad terytorialnych Nowoorżyćke, Czerewky i Woronynci, niezadowolone z nowej wersji perspektywnego planu, zdecydowały się 27 czerwca 2019 na utworzenie własnej połączonej hromady terytorialnej z siedzibą w Nowoorżyćkym. Skutkiem tego, w następnej wersji planu z 19 grudnia 2019 przewidziano utworzenie trzech połączonych hromad z siedzibami w Orżyci, Łazirkach i Nowoorżyćkym. Do połączonej hromady Łazirky miała zostać przyłączona hromada Wysznewe, natomiast połączona hromada Nowoorżyćke miała zostać zachowana w nowych granicach z 27 czerwca.
Równocześnie próby utworzenia własnej, połączonej hromady terytorialnej podejmowały Tarandynci, położone w rejonie łubieńskim, które w latach 1923–1930 były siedzibą rejonu tarandyncowskiego.
Utworzenie połączonej hromady z siedzibą w Nowoorżyćkym wywołało sprzeciw niektórych sąsiednich samorządów, w tym Łazirek i Wysznewego. Wśród mieszkańców sąsiednich hromad Bijiwci, Duchowe, Łazirky i Tarandynci przeprowadzono konsultacje społeczne w sprawie utworzenia połączonej hromady z siedzibą w Łazirkach. Następnie samorządy hromad zwróciły z wnioskiem o utworzenie połączonej hromady Łazirky.
Podjęte starania nie przyniosły oczekiwanego rezultatu. Połtawska Obwodowa Administracja Państwowa, odpowiedzialna za opracowanie planu, opowiedziała się za utworzeniem na terenie rejonu orżyckiego tylko dwóch połączonych hromad terytorialnych, zawiadamiając równocześnie, że hromada osiedlowa (Nowoorżyćke) nie może zostać włączona do hromady wiejskiej (Łazirky). W związku z tym, w ostatecznej wersji planu z 13 maja 2020 przewidziano utworzenie dwóch, a nie trzech jak wcześniej planowano, połączonych hromad w Orżyci i Nowoorżyćkym, co oznaczało przyłączenie sąsiednich hromad do już istniejącej hromady Nowoorżyćke.
29 maja 2020 przed siedzibą Gabinetu Ministrów Ukrainy w Kijowie odbył się protest, którego uczestnicy sprzeciwiali się łączeniu hromad wbrew woli mieszkańców i domagali się wprowadzenia zmian do perspektywnego planu. Wśród protestujących byli również zwolennicy połączonej hromady z siedzibą w Łazirkach.
12 czerwca 2020 zatwierdzono ostatecznie status Nowoorżyćkego jako siedziby samorządu połączonej hromady terytorialnej.
17 lipca 2020, na skutek reformy podziału administracyjnego Ukrainy, rejon orżycki wraz z hromadą Nowoorżyćke został włączony do nowego rejonu łubieńskiego.
25 października 2020 odbyły się wybory samorządowe do Rady Osiedlowej w Nowoorżyćkym oraz na Przewodniczącego Rady Osiedlowej w Nowoorżyćkym.
2 grudnia 2020 Rada Osiedlowa w Nowoorżyćkym utworzyła okręg starościński z siedzibą w Łazirkach.

### Współczesność (od 2020)
W ramach polityki dekomunizacji w 2024 zmieniono nazwy kilku ulic w Łazirkach, a mianowicie ul. Gagarina na ul. Ołeksandra Andrejka (poległego żołnierza z Łazirek), ul. 50-lecia Zwycięstwa na ul. Zwycięstwa, ul. Puszkina na ul. Rusłana Saakiana (poległego żołnierza z Łazirek), ul. Olega Koszewego na ul. Winogronową i ul. Komuny Paryskiej na ul. Bohdana Zinczenki (ukraińskiego duchownego i kontrrewolucjonisty).

## Samorząd

### Okręg starościński (od 2020)
Łazirki są jedyną miejscowością łazirkowskiego okręgu starościńskiego, utworzonego 2 grudnia 2020 przez Radę Osiedlową w Nowoorżyćkym. Okręg łazirkowski rozciąga się na 41,71 km².
Przedstawicielem mieszkańców okręgu łazirkowskiego w strukturze Komitetu Wykonawczego Rady Osiedlowej w Nowoorżyćkym jest starosta, którego powołuje i odwołuje Rada Osiedlowa po przeprowadzeniu konsultacji społecznych z mieszkańcami okręgu.

### Samorząd hromady (1996-2020)
W latach 1996–2020 Łazirky były siedzibą hromady terytorialnej, wchodzącej w skład rejonu orżyckiego. Wcześniej były siedzibą radzieckiej rady wiejskiej oraz wołosti.
Głównym organem samorządu terytorialnego była Rada Wiejska w Łazirkach. Rada Wiejska VII kadencji (ostatniej), obradująca w latach 2015-2020, składała się z 14 radnych.
Organem wykonawczym samorządu terytorialnego był Komitet Wykonawczy Rady Wiejskiej w Łazirkach, złożony z 10 członków, w tym z Przewodniczącego Rady i Sekretarza Rady.
Głównym przedstawicielem samorządu terytorialnego był Przewodniczący Rady Wiejskiej w Łazirkach. Ostatnim Przewodniczącym Rady był Ołeksandr Kowalow.

## Usługi
Rada Osiedlowa w Nowoorżyćkym nadaje mieszkańcom Łazirek dostęp do usług publicznych w miejscu zamieszkania za pośrednictwem zakładów komunalnych:
1. Zamiejscowe stanowisko obsługi petentów w Łazirkach[49], wchodzące w skład Centrum Nadania Usług Administracyjnych w Nowoorżyćkym[50] – w zakresie rejestracji i otrzymywania dokumentów urzędowych[51][52].
2. Centrum Nadania Usług Socjalnych z siedzibą w Łazirkach – w zakresie zapobiegania ubóstwu i opieki społecznej[53].
3. Ambulatorium Praktyki Ogólnej Medycyny Rodzinnej – w zakresie świadczeń medycyny rodzinnej[54][55]. Do 2011 w Łazirkach znajdował się szpital z oddziałem całodobowym na 12 łóżek[g][22][56].
4. Przedsiębiorstwo Łazirky-Dobrobut z siedzibą w Łazirkach – w zakresie usług komunalnych (wywozu odpadów, transportu publicznego, dostępu do sieci inżynieryjnych i innych)[57].

Usługi pocztowe i kurierskie nadawane są przez:
1. Oddział nr 37710 Poczty Ukrainy.
2. Oddział Towarowy nr 1 oraz Pocztomat nr 34476 Nowej Poczty.

Usługi przewozów pasażerskich są świadczone w zakresie transportu autobusowego (marszrutki) przez przedsiębiorstwo komunalne Łazirky-Dobrobut oraz przez przewoźników prywatnych, a w zakresie transportu kolejowego (elektryczki) przez koleje ukraińskie.

W Łazirkach znajdują się: stacja kolejowa i przystanek autobusowy. Najbliższy dworzec autobusowy jest w hromadzie Pyriatyn.

## Oświata i kultura

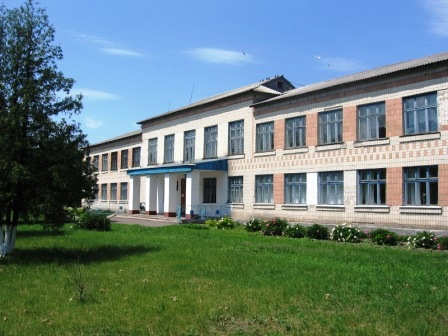
Budynek Łazirkowskiej Szkoły Ogólnokształcącej I-III stopni im. Wołodymyra Pidpałego.

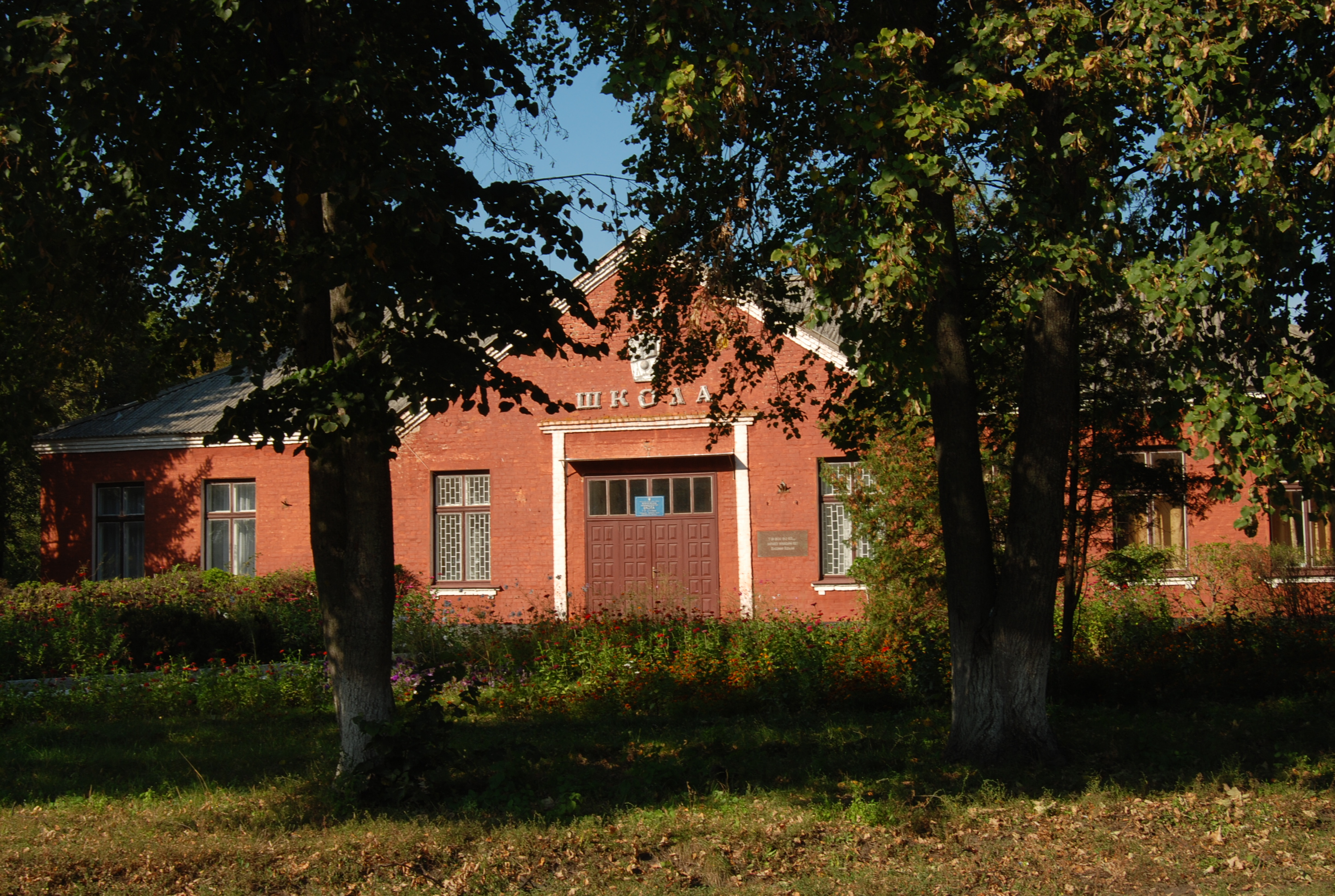
Budynek Gimnazjum Wełyczkowskiego.

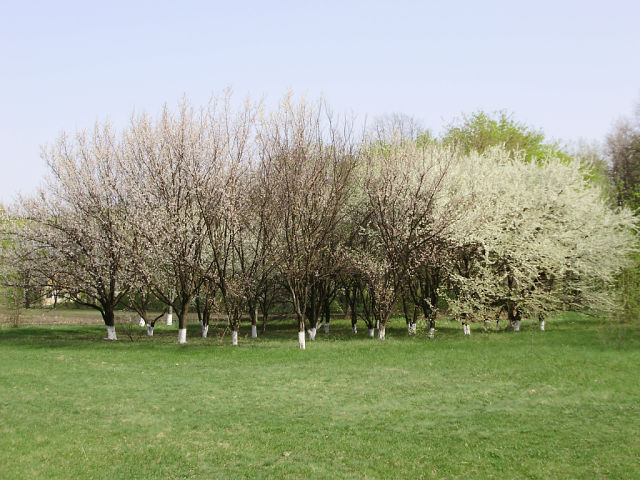
Sad owocowy Gimnazjum Wełyczkowskiego.

System oświaty i kultury tworzą: szkoła zawodowa, dwie szkoły ogólnokształcące, zakład wychowania przedszkolnego i zakład pozaszkolny oraz komunalne zakłady kultury – Łazirkowska Biblioteka Strefowa oraz Łazirkowski Strefowy Dom Kultury.
- Szkoły:
  1. Szkoła Zawodowa nr 46 – szkoła państwowa, prowadząca kształcenie zawodowe i nauczanie ogólnokształcące na poziomie średnim. Szkoła została założona w 1963. W roku szkolnym 2021/2022 w szkole uczyło się 165 uczniów i było zatrudnionych 26 pedagogów[h][63].
Nadzór nad działalnością szkoły sprawuje Departament Oświaty i Nauki Połtawskiej Obwodowej Administracji Państwowej[64].
  2. Łazirkowska Szkoła Ogólnokształcąca I-III stopni im. Wołodymyra Pidpałego – szkoła komunalna, prowadząca nauczanie ogólnokształcące na poziomie podstawowym i średnim (1-11 klasy). Szkoła została założona w 1874[2][65]. W roku szkolnym 2023/2024 w szkole uczyło się 247 uczniów (na 400 miejsc) w 14 klasach, w tym pięciu klasach integracyjnych[66].
Plan optymalizacji zakładów oświaty na lata 2022–2027 przewiduje nadanie szkole statusu liceum[67].
  3. Gimnazjum Wełyczkowskie – szkoła komunalna na Wełyczkach[i], prowadząca nauczanie ogólnokształcące na poziomie podstawowym i niepełnym średnim (1-9 klasy)[68]. W roku szkolnym 2023/2024 w szkole uczyło się 33 uczniów (na 140 miejsc) w sześciu klasach, w tym trzech klasach integracyjnych[69].
Plan optymalizacji zakładów oświaty na lata 2022–2027 przewiduje przekształcenie szkoły w szkołę podstawową (1-4 klasy)[67].
- Inne zakłady oświaty:
  1. Przedszkole Rumianek – komunalny zakład wychowania przedszkolnego[70]. W roku przedszkolnym 2023/2024 wychowaniem przedszkolnym objęto 48 dzieci (na 95 miejsc)[71]. W przedszkolu działa grupa integracyjna, zapewniająca wychowanie i integrację dzieci ze szczególnymi potrzebami oświatowymi[55].
  2. Łazirkowski Dom Twórczości Dzieci i Młodzieży – komunalny zakład oświaty, prowadzący zajęcia pozaszkolne[72]. W 2022 zakład zatrudniał pięciu pedagogów i prowadził zajęcia dla 250 uczniów w dziewięciu grupach na kierunkach: artystycznym, naukowo-technicznym i wychowania fizycznego[43].

Nadzór nad działalnością komunalnych zakładów oświaty i kultury sprawuje Wydział Oświaty, Młodzieży, Sportu, Kultury i Turystyki Komitetu Wykonawczego Rady Osiedlowej w Nowoorżyćkym.
W Łazirkach działają trzy parafie Kościoła Prawosławnego Ukrainy, Ukraińskiego Kościoła Prawosławnego Patriarchatu Moskiewskiego i Ukraińskiego Kościoła Chrześcijan Wiary Ewangelikalnej (zielonoświątkowców).

## Sport
Aktywność sportowa wśród mieszkańców jest wspierana przez grupę sportową w Łazirkach, prowadzoną przez Kompleks Sportowo-Rekreacyjny Wysznewe, oraz przez Łazirkowski Dom Twórczości Dzieci i Młodzieży.
Dawniej w Łazirkach działał lokalny klub sportowy Kolos Łazirky, założony w 1956.

## Ludność
Stanem na 1 stycznia 2024 w Łazirkach mieszkało 2397 osób, w tym 1312 osób zdolnych do pracy, 662 emerytów i rencistów, 84 uchodźców wewnętrznych, 15 dzieci niepełnosprawnych, 10 uczestników likwidacji awarii w Czarnobylskiej Elektrowni Jądrowej i 8 weteranów operacji antyterrorystycznej na wschodzie Ukrainy.
Zmiany liczby ludności na przestrzeni lat:
- 1786 — 486 mieszkańców.
- 1859 — 925 mieszkańców.
- 1900 — 956 mieszkańców.
- 1923 — 1529 mieszkańców.
- 1939 — 1507 mieszkańców.
- 1963 — 1564 mieszkańców.
- 1990 — 3193 mieszkańców.
- 2001 — 2816 mieszkańców.
- 2015 — 2413 mieszkańców[2].
- 2021 — 2098 mieszkańców[1].
- 2022 — 2485 mieszkańców, łącznie z przyjętymi uchodźcami wewnętrznymi[80].
- 2023 — 2397 mieszkańców, łącznie z przyjętymi uchodźcami wewnętrznymi[79].

| Ukraińcy | 1492 | 99  |
| Rosjanie | 3    | 0,2 |
| Żydzi    | 3    | 0,2 |
| inni     | 9    | 0,6 |

| ukraiński  | 2752 | 97,73 |
| rosyjski   | 57   | 2,01  |
| ormiański  | 4    | 0,14  |
| białoruski | 1    | 0,04  |
| mołdawski  | 1    | 0,04  |
| inna       | 1    | 0,04  |

## Gospodarka
Głównym rodzajem działalności gospodarczej w Łazirkach jest agrobiznes, a także handel i działalność usługowa. Większość przedsiębiorstw prowadzi działalność rolniczą.
Działają trzy spichlerze zbożowe, należące do agroholdingów Kernel i UkrLandFarming.
 Działalność agroholdingu Kernel bywała przedmiotem sporów z mieszkańcami i samorządem Lazirek.
W Łazirkach siedzibę ma przedsiębiorstwo komunalne Łazirky-Dobrobut, prowadzące wielobranżową działalność gospodarczą, w szczególności w zakresie gospodarki komunalnej, rolnictwa, remontów i budownictwa na terenie całej hromady Nowoorżyćke.

## Miejsca pamięci
W Łazirkach znajdują się:

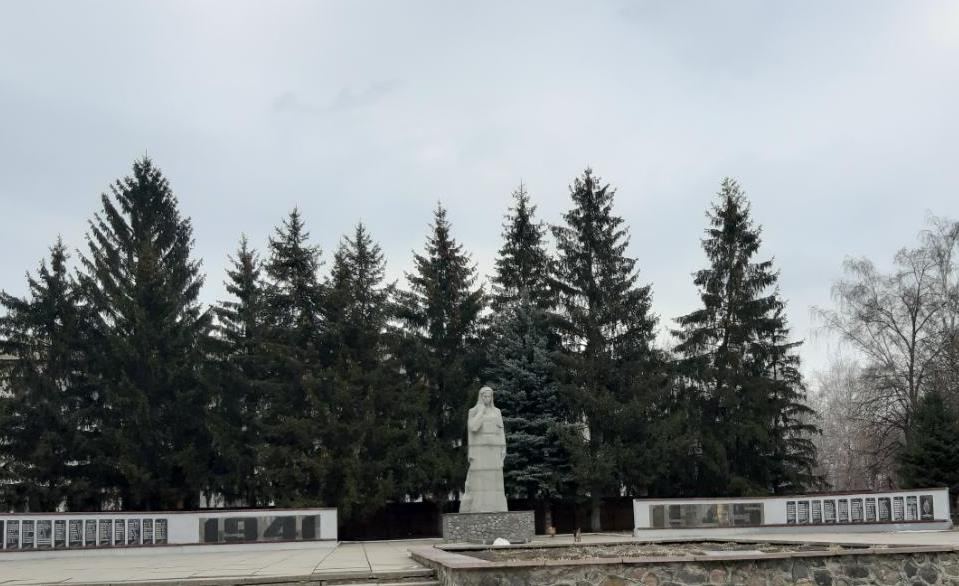
Zbiorowy grób żołnierzy radzieckich.

1. Zbiorowy grób żołnierzy radzieckich, poległych w latach 1941-1945.
2. Miejsce Pamięci o mieszkańcach, którzy polegli na froncie drugiej wojny światowej z listą 192 nazwisk (założone w 1952)[16].
3. Pomnik ofiar Wielkiego Głodu lat 1932-1933[2].

Do 2016 na terenie wsi stał pomnik Georgija Dimitrowa.

## Osoby związane z Łazirkami
- Wołodymyr Pidpały(inne języki) (1936-1973) – ukraiński poeta, prozaik i tłumacz, urodzony w Łazirkach.
- Iwan Szowkoplias(inne języki) (1921-1997) – ukraiński archeolog i historyk, zasłużony działacz nauki i techniki Ukrainy, urodzony w Łazirkach.